# 托迪 (義大利)

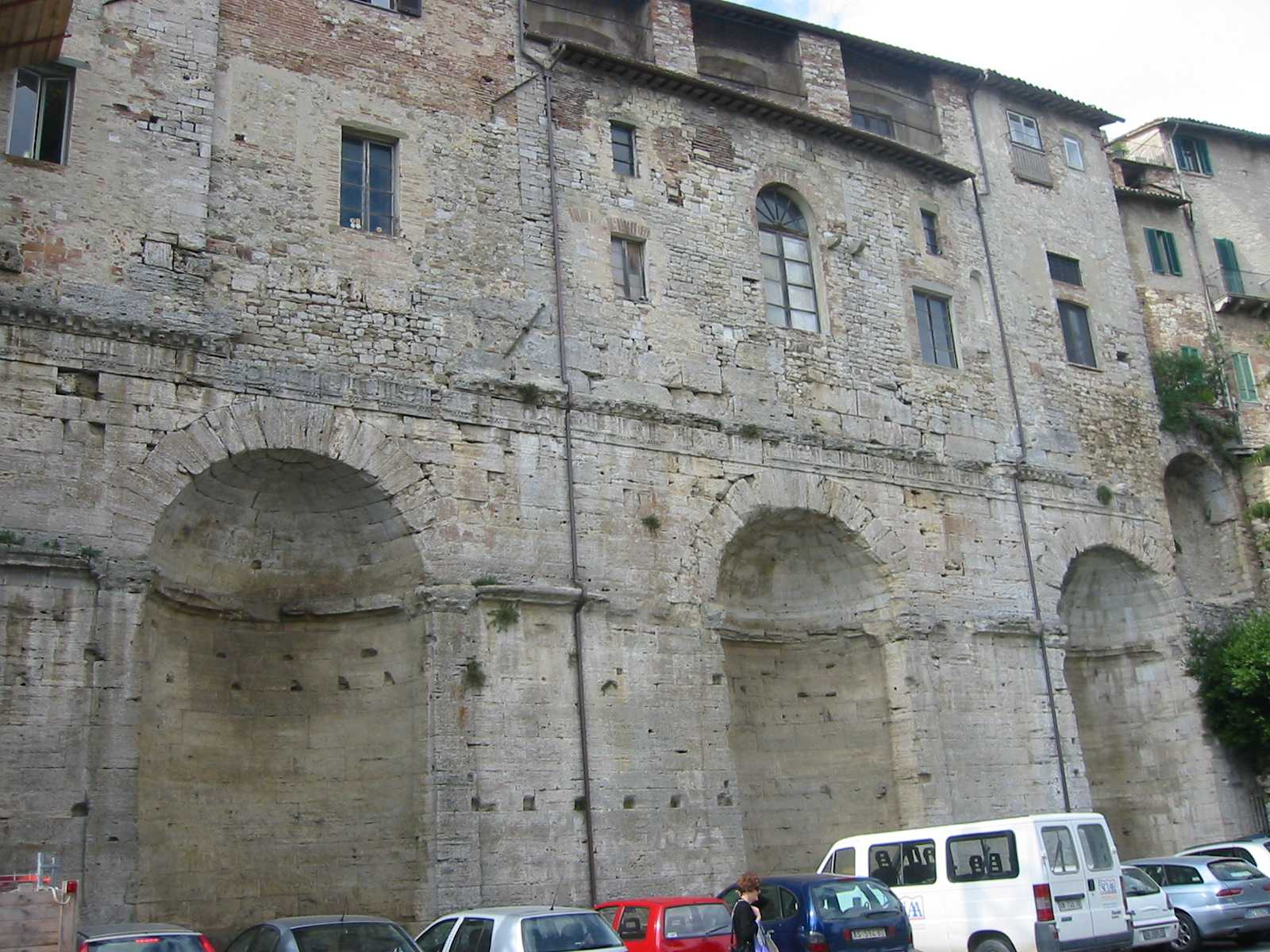
The so-called Nicchioni, Roman constructions of uncertain function.

托迪（Todi）是意大利中部翁布里亚大区佩鲁贾省的一个市镇。它耸立在一座高大的双峰山顶，俯瞰台伯河东岸。
在20世纪90年代，肯塔基大学建筑学教授理查德·S·莱温选择托迪作为“可持续发展城市”的榜样，因为它的规模和随着时间的推移重塑自我的能力。在此之后，意大利媒体报道托迪为“世界上最宜居城市”。

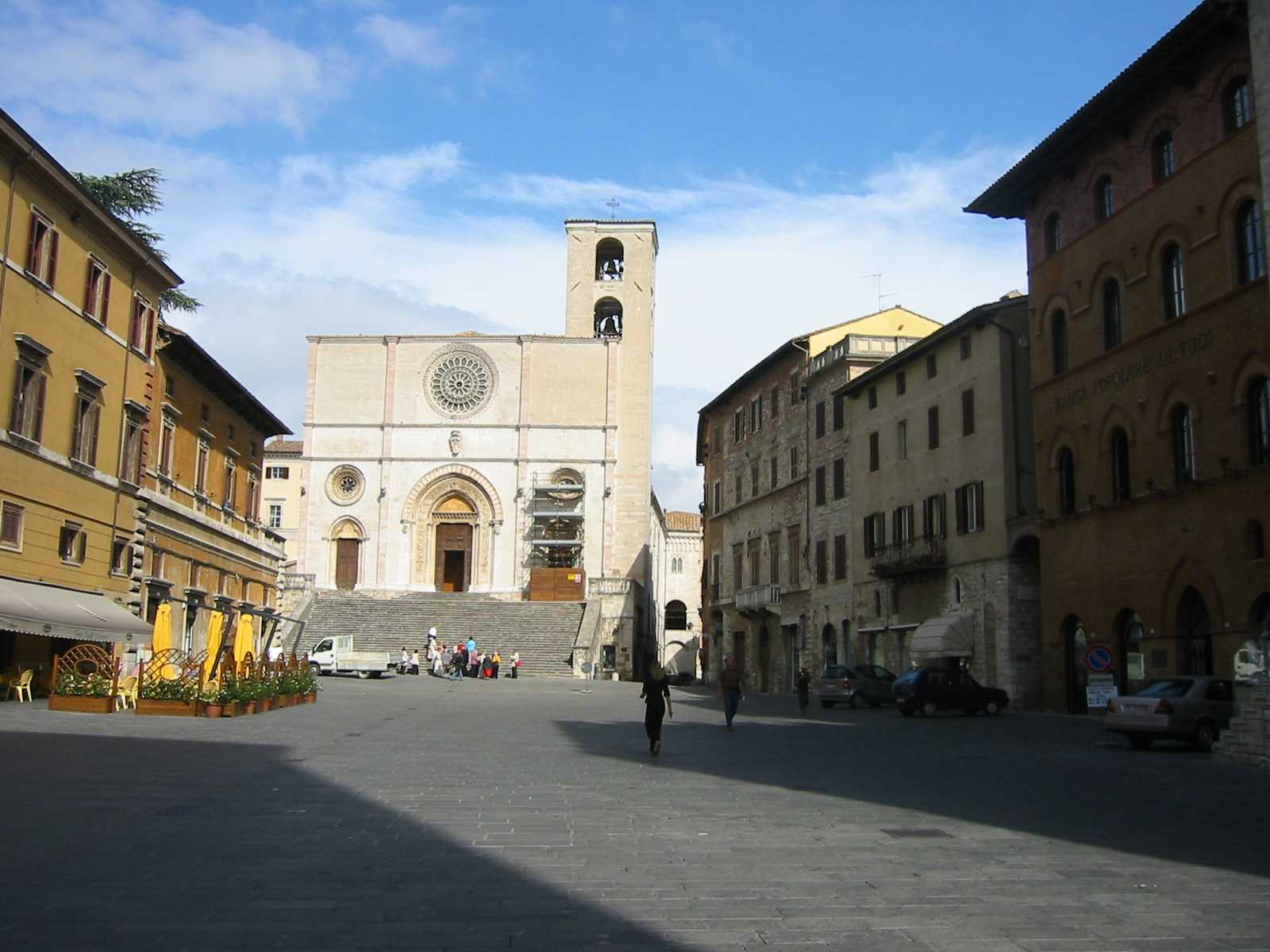
主教座堂和人民广场

## 景点
几乎托迪所有主要的中世纪古迹 — 主教座堂、统领宫（Palazzo del Capitano）、执政官宫（Palazzo del Priore）和人民宫（Palazzo del Popolo） — 都位于山谷中的主广场人民广场（Piazza del Popolo），广场经常被用来作为电影场景。整个景观位于一个巨大的古罗马蓄水池上方，一直使用到1925年。
- 圣母领报共同主教座堂（11世纪），哥特式
- 人民宫（Palazzo del Popolo）
- 统领宫（Palazzo del Capitano）：哥特式，建于1293年
- 执政官宫（Palazzo del Priore）：坐落在广场南侧，面对主教座堂，建于1293年。
- 主教宫：位于主教座堂左侧，由安杰洛·切西枢机出资建于1593年。

- 圣福都纳堂（San Fortunato）

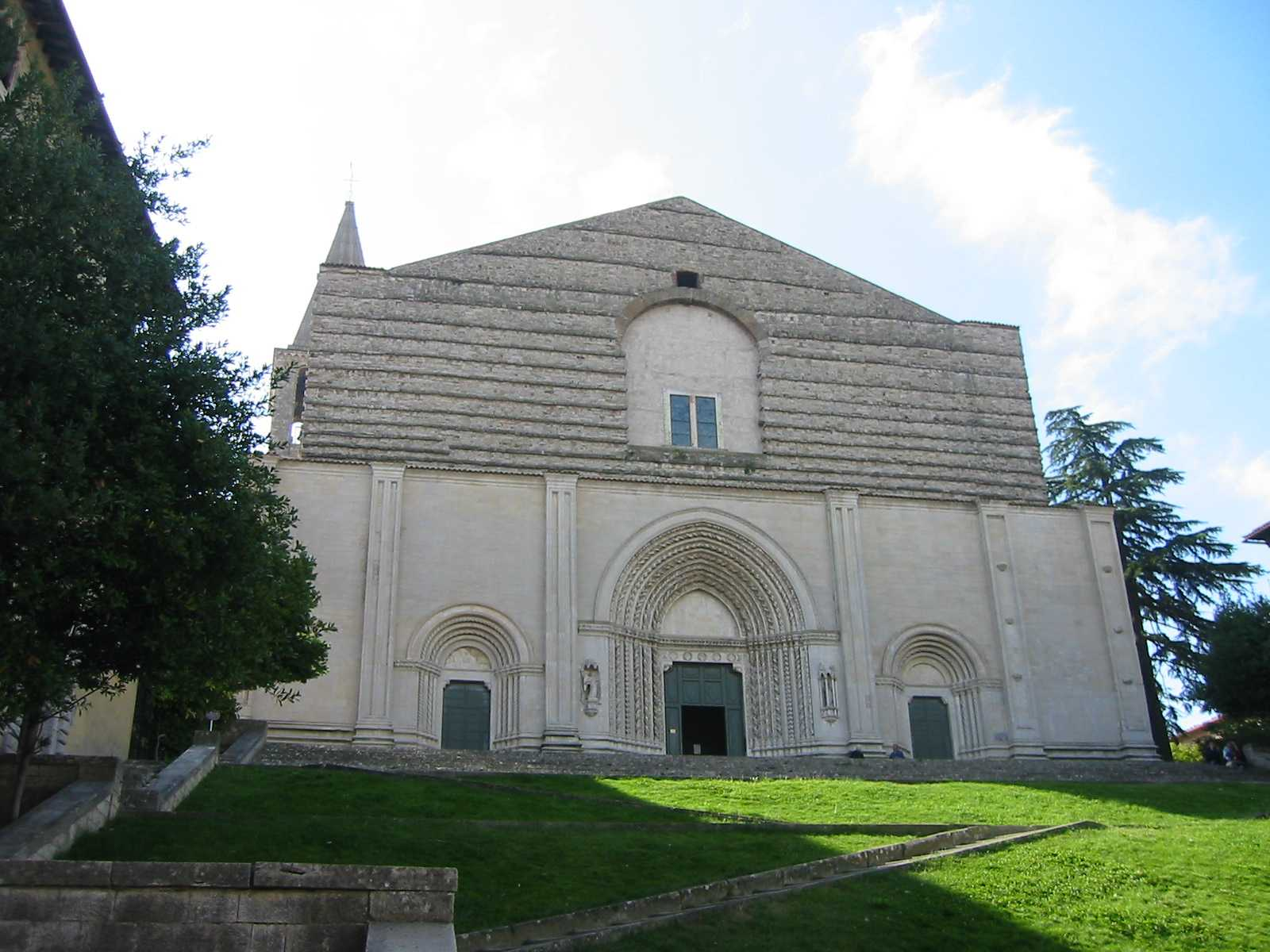
圣福都纳堂未完成的立面

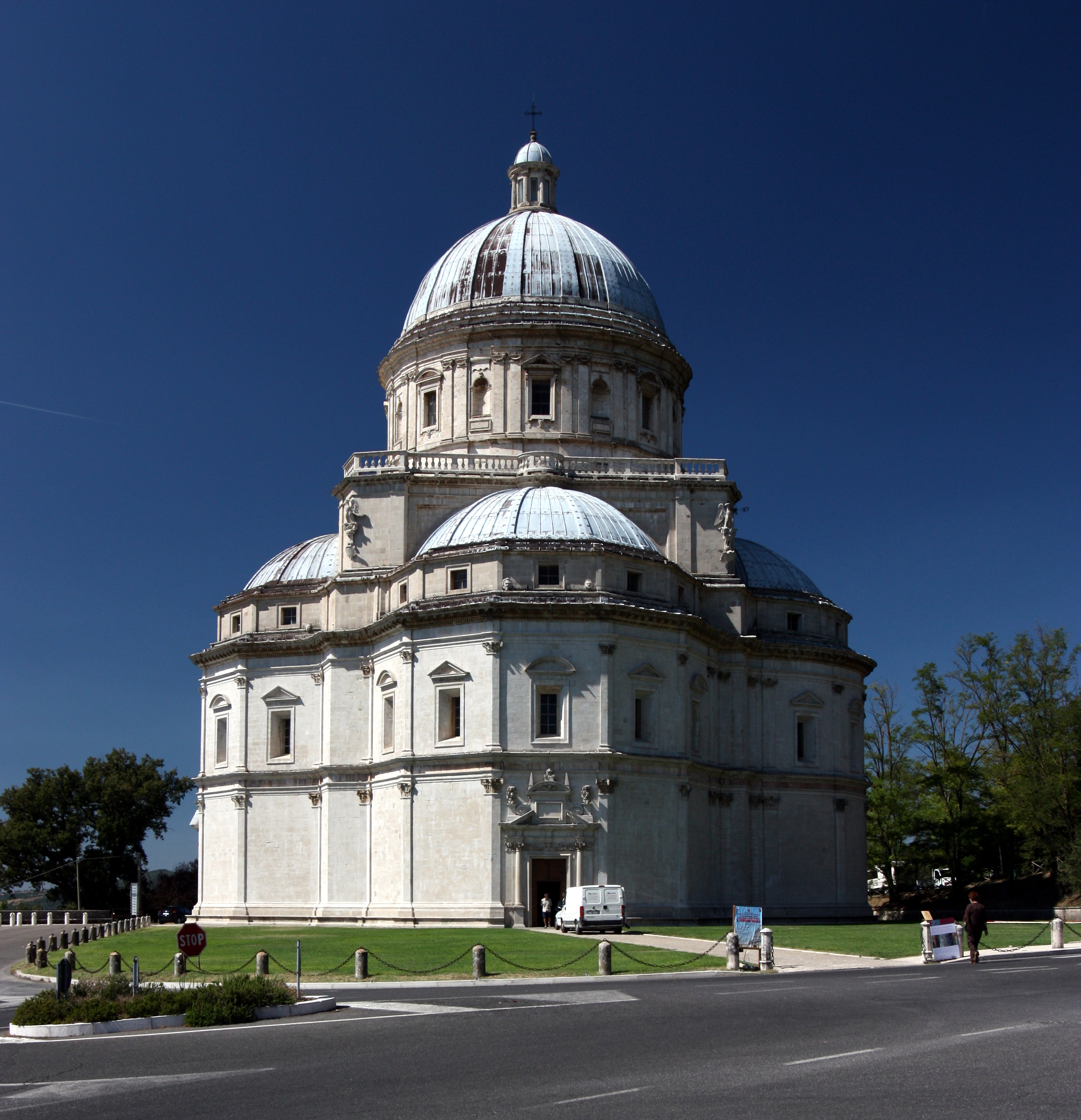
神慰圣母堂，16世纪初

- 神慰圣母堂（Santa Maria della Consolazione）：圆顶的文艺复兴建筑，建于1508年。

托迪周围由三层城墙环绕：最外层是中世纪的，中间的墙是古罗马的，最内层是伊特鲁里亚的。还有一个罗马圆形剧场遗址，十几个小教堂，一些古典或文艺复兴宫殿，以及著名的托迪城堡。

## 友好城市
- 法國 德勒